# Villetaneuse
Villetaneuse je francouzské město v severní části metropolitní oblasti Paříže, v departementu Seine-Saint-Denis a regionu Île-de-France. Leží 12,1 kilometrů od centra Paříže.

## Geografie
Sousední obce: Saint-Denis, Épinay-sur-Seine, Pierrefitte-sur-Seine, Montmagny.

## Historie
První písemná zmínka o obci pochází z roku 1120.

## Vývoj počtu obyvatel
Počet obyvatel

## Slavní obyvatelé města
- César Baldaccini, sochař

## Partnerská města
- Vila Nova de Foz Côa
- Birkenwerder